# Погончик Григорій Олексійович
Пого́нчик Григо́рій Олексі́йович (нар.12 жовтня 1955, с. Баланівка, Бершадський район, Вінницька область) — педагог, журналіст, історик, краєзнавець. Відмінник освіти. Автор низки краєзнавчих праць. Член Національної спілки журналістів України.

## Біографія
Народився Григорій Олексійович Погончик 12 жовтня 1955 року у с. Баланівка Бершадського району Вінницької області у сім'ї колгоспників.
Свою трудову діяльність розпочав після 8-го класу токарем на південно-турбінному заводі «Зоря» м. Миколаєва. З 1973 до 1975 рр. Проходив строкову службу в НДР, після чого продовжував працювати за спеціальністю. У 1981 році з відзнакою закінчив історичний факультет Вінницького державного педагогічного інституту.
Педагогічну діяльність розпочав учителем П'ятківської середньої школи. Потім працював директором Михайлівської та Чапаєвської середніх шкіл (Бершадський район). З 1988 року по нинішній час очолює Бершадську міську школу І-ІІІ ступенів № 1. Активний громадський кореспондент районної газети «Бершадський край» та обласної «Вінниччина».
Неодноразово обирався депутатом та членом виконкому міської ради. Є депутатом районної ради.
Член Національної спілки журналістів України з 2010 року.

### Краєзнавча діяльність
Григорій Олексійович довгий час займається краєзнавством. Він переможець V міжнародного конкурсу «Уроки Голодомору та Голокосту — уроки толерантності» за створення відеофільму «Голокост на Бершадщині» (2008 р.), учасник багатьох наукових міжнародних конференцій, зокрема у США. Педагог тісно співпрацює з міжнародними організаціями з питань Голокосту. Він віднайшов понад сто могил масового поховання євреїв на Бершадщині в роки Великої Вітчизняної війни. Завдяки його клопотанню в районі встановлено п'ять пам'ятників жертвам війни за кошти іноземних організацій. Автор низки краєзнавчих праць.

### Основні праці
1. Любов душі моєї — Баланівка: монографія / Г. Погончик, Г. Невеличко. — Вінниця: Балюк І. Б., 2010. — 480 с.
2. Дорога до храму / Г. Погончик. — Вінниця: Балюк І. Б., 2011. — 232 с.
3. Село в краю Бершадськім … (Михайлівка, Романівка, Якубівка: історія та долі) / Г. Погончик. — Вінниця: Балюк І.Б, 2012. — 530 с.
4. Шкільна родина (сторінки з історії життя Бершадської ЗОШ І-ІІІ ступенів № 1): присвяч. усім, кому Школа № 1 — альма-матер / Г. Погончик. — Вінниця: Балюк І. Б., 2012. — 536 с. : кол. іл., портр.
5. Голодомор 1932–1933 рр. на Бершадщині (спогади очевидців) / Г. Погончик ; Вінниц. обл. орг. Нац. спілки краєзнавців України. — Вінниця: Меркьюрі-Поділля, 2013. — 424 с. : іл. — Бібліогр.: с. 45-47.
6. Бершадщина: з минулого в майбутнє / Г. Погончик. — Вінниця: Меркьюрі-Поділля, 2013. — 958 с.
7. Кровоточащая рана. Холокост в Транснистрии 1941—1944 гг. / Г. Погончик, И. Кацап ; Винниц. филиал Центра исслед. истории Подолья Ин-та истории Украины НАН Украины при Каменец-Подол. нац. ун-те им. И. Огиенко, Винниц. обл. орг. Нац. союза краеведов Украины, Американский НИИ истории Холокоста и Российского еврейства. — Винница ; Нью-Йорк: Меркьюрі-Поділля, 2014. — 564 с.

1. Цінні цікаві пошуки гуртківців: [про конкурс «Ніхто не забутий, ніщо не забуто»] / Г. Погончик // Бершад. край. — 2005. — 8 черв.
2. «Мій рідний край — моя історія жива»: [під такою назвою пройшов конкурс серед учнів Бершад. р-ну] / Г. Погончик // Бершад. край. — 2006. — 14 січ.
3. Польща зблизька: [у Польщі побувала делегація учнів та вчителів Бершад. міськ. шк. № 1, 3] / Г. Погончик // Бершад. край. — 2006. — 9 груд.
4. Голокост на Бершадщині / Г. Погончик // Бершад. край. — 2008. — 26 січ.
5. Незнищена пісня Скалецького: [до 110-ї річниці від дня народж. славетного земляка] / Г. Погончик // Вінниччина. — 2009. — 25 листоп. — С. 4.
6. Георгіївський кавалер з Баланівки: [про Т. Поліщука, повного Георгіївського кавалера] / Г. Погончик // Бершад. край. — 2009. — 20 листоп.
7. На полтавській сцені — бершадські таланти: [дит. колектив автентич. співу «Оберіг» Бершад. ЗОШ № 1 в номінації «Вокал» виборов перше місце] / Г. Погончик // Бершад. край. — 2010. — 26 трав.
8. Людина справи: [про голову правління ВАТ "Птахокомбінат «Бершадський», орденоносця І. Андрушко] / Г. Погончик // Вінниц. газ. — 2010. — 3 серп. — С. 4.
9. Учитель з великої літери: [про П. В. Поліщука] / Г. Погончик, Г. Невеличко // Бершад. край. — 2011. — 5 серп.
10. На танку в рідне село: [про командира танкової бригади полковника К. І. Герегу] / Г. Погончик // Бершад. край. — 2012. — 14 берез.
11. Дорогами війни: [про ветерана ВВВ П. Х. Татусяка з с. Баланівка] / Г. Погончик // Бершад. край. — 2012. — 8 трав.
12. Вічний біль — війна: [про С. С. Загарія — ветерана ВВВ] / Г. Погончик // Бершад. край. — 2012. — 22 черв.
13. Люди конкретних прав: [про підприємців братів Охріменків] / Г. Погончик // Бершад. край. — 2014. — 1 січ.

## Нагороди, відзнаки, премії
Григорій Погончик двічі удостоєний знаків «Відмінник освіти» та «Василь Сухомлинський», а також «Антон Макаренко», «Олександр Захаренко», «Софія Русова». У 2007 році став лауреатом премії імені Василя Думанського, лауреат обласної журналістської премії «Золоте перо» (2013 р.). Портрет Григорія Олексійовича занесено на обласну Дошку Пошани (2010 р., 2011 р.), він переможець обласного конкурсу "Людина року в номінації «Працівник освіти» (2011 р.). Нагороджувався почесними грамотами та подяками Міністерства освіти і науки України, обласної державної адміністрації та обласної ради.